# Фінн Флорейн
Фінн Флорейн (нід. Finn Florijn, 29 листопада 1999, Лейден, Нідерланди) — нідерландський академічний веслувальник в одиночній дисципліні. Учасник Літніх Олімпійських ігор 2020 року, олімпійський чемпіон 2024 року. 

## Життєпис
Фінн Флорейн народився в сім'ї відомого нідерландського академічного веслувальника Рональда Флорейна, що тричі брав участь у веслуванні на Олімпійських іграх у 1988, 1992 та 1996 роках, вигравши золото у парному веслуванні серед чоловіків на іграх в 1988 року в Сеулі та у вісімці чоловіків в 1996 року в Атланті. Його старша сестра Каролайн Флорейн срібна призерка чемпіонаті світу з академічного веслування 2019 року у жіночій четвірці. Вибір академічного веслування був зумовлений впливом матері, хоча, спочатку, Фінн займався дзюдо та змішаними бойовими мистецтвами. З 2015 року став членом академічного клубу "Die Leythe" у Лейдені, Нідерланди.
На змаганнях в Токіо дебютував у дисципліні одиночки та зайняв четверте місце з результатом 7.04.56. Через декілька днів повинен був знову веслувати, але через позитивний результат на коронавірус 2019-nCoV потрапив на десяти денну ізоляцію й, таким чином, закінчив змагання.

## Виступи на Олімпіадах
| Олімпіада  | Дисципліна     | Місце |
| ---------- | -------------- | ----- |
| Париж 2024 | парні четвірки | 1     |